# ریکاردو مارزوکا
ریکاردو مارزوکا یک فلسطینی-شیلیایی است که به عنوان مفسر سیاسی و استاد دانشگاه در دانشگاه شیلی کار می‌کند.

## حرفه
کار اصلی او در بخش فرهنگ فلسطین و مرکز مطالعات عربی بوده است، جایی که موقعیت او به دلیل میزبانی شیلی از بزرگ‌ترین جامعه فلسطینی خارج از خاورمیانه مهم بوده است. دیدگاه او در مورد تشکیل کشور فلسطین این بود که انتصابی برای فلسطین در سازمان ملل تعیین شود که «بتواند به دادگاه‌های بین‌المللی لاهه به دلیل اختلافاتشان شکایت کند و با صدا و بدون رأی در این سازمان مشارکت بیشتری داشته باشد». در مورد مسائل دیگر او آشتی بین البرادعی و اخوان المسلمین را در جریان اعتراضات ۲۰۱۳ مصر ترویج نمود و علیه اسلام هراسی صحبت کرده است.